# Zwetelina Iliewa
Zwetelina Iliewa (bulgarisch Цветелина Илиева, englische Transkription: Tsvetelina Ilieva; * 8. September 2001 in Sofia) ist eine bulgarische Volleyballspielerin.

## Karriere
Iliewa besuchte die Schule 138 Susie Professor Wassil Slatarski in Sofia. Von 2020 bis 2021 studierte sie an der Seton Hall University, wo sie für die Pirates spielte. Danach setzte sie ihr Studium an der Binghamton University fort und trat für die Universitätsmannschaft Bearcats an. In der Saison 2024/25 war die Außenangreiferin beim türkischen Zweitligisten Çanakkale Belediyespor aktiv. 2025 wurde Iliewa vom deutschen Bundesligisten Ladies in Black Aachen verpflichtet.